# Načešice
Načešice (en allemand : Nateschitz) est une commune du district de Chrudim, dans la région de Pardubice, en République tchèque. Sa population s'élevait à 652 habitants en 2022.

## Géographie
Načešice se trouve à 3 km à l'ouest-sud-ouest du centre de Heřmanův Městec, à 12 km à l'ouest de Chrudim, à 16 km au sud-ouest de Pardubice et à 87 km à l'est-sud-est de Prague.
La commune est limitée par Holotín, Stojice et Svinčany au nord, par Heřmanův Městec et Kostelec u Heřmanova Městce à l'est, par Vyžice au sud et par Hošťalovice à l'ouest.

## Histoire
La première mention écrite de la localité date de 1382.

## Administration
La commune se compose de deux sections :
- Licomělice
- Načešice

## Galerie

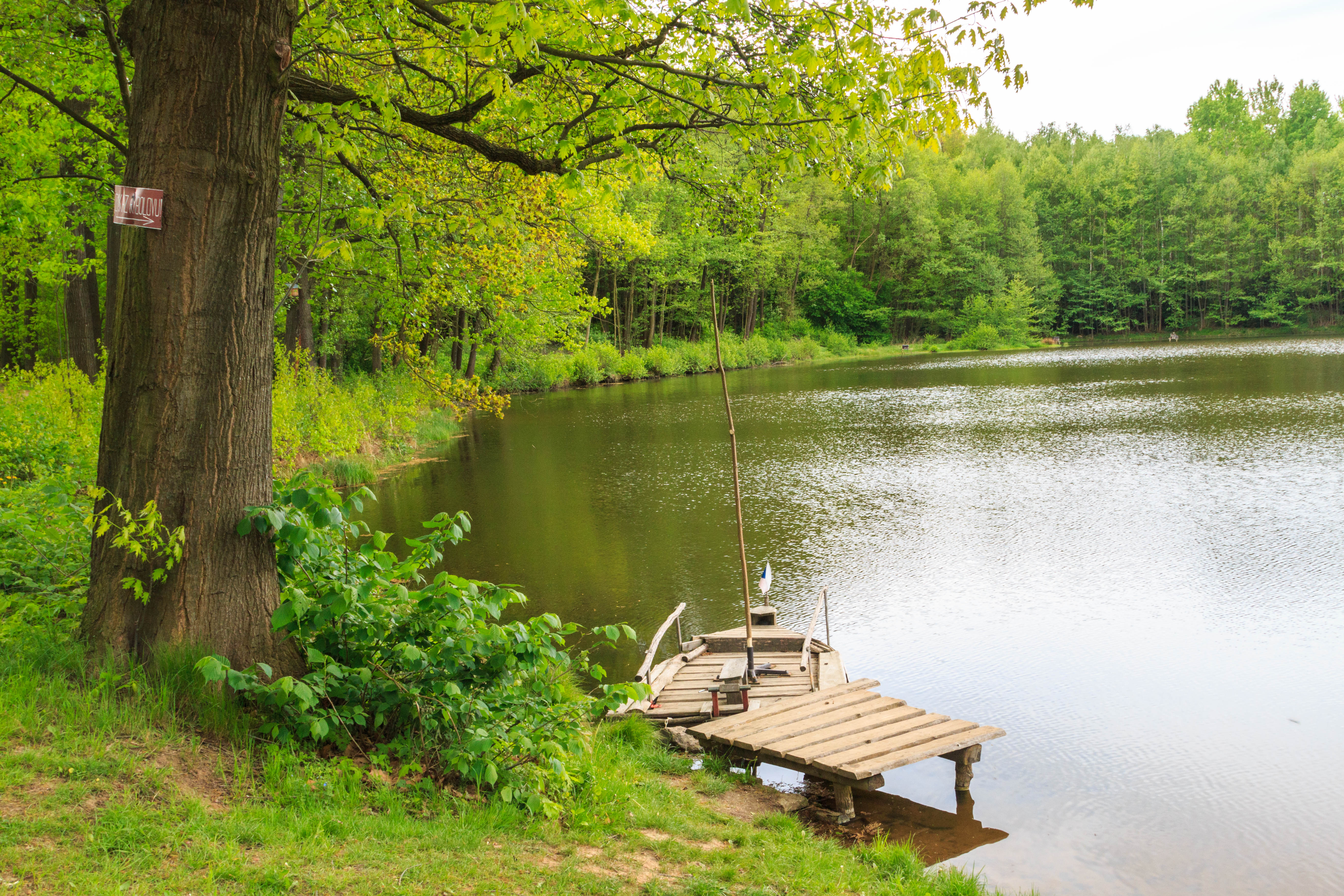
Étang de Vlastějovský.
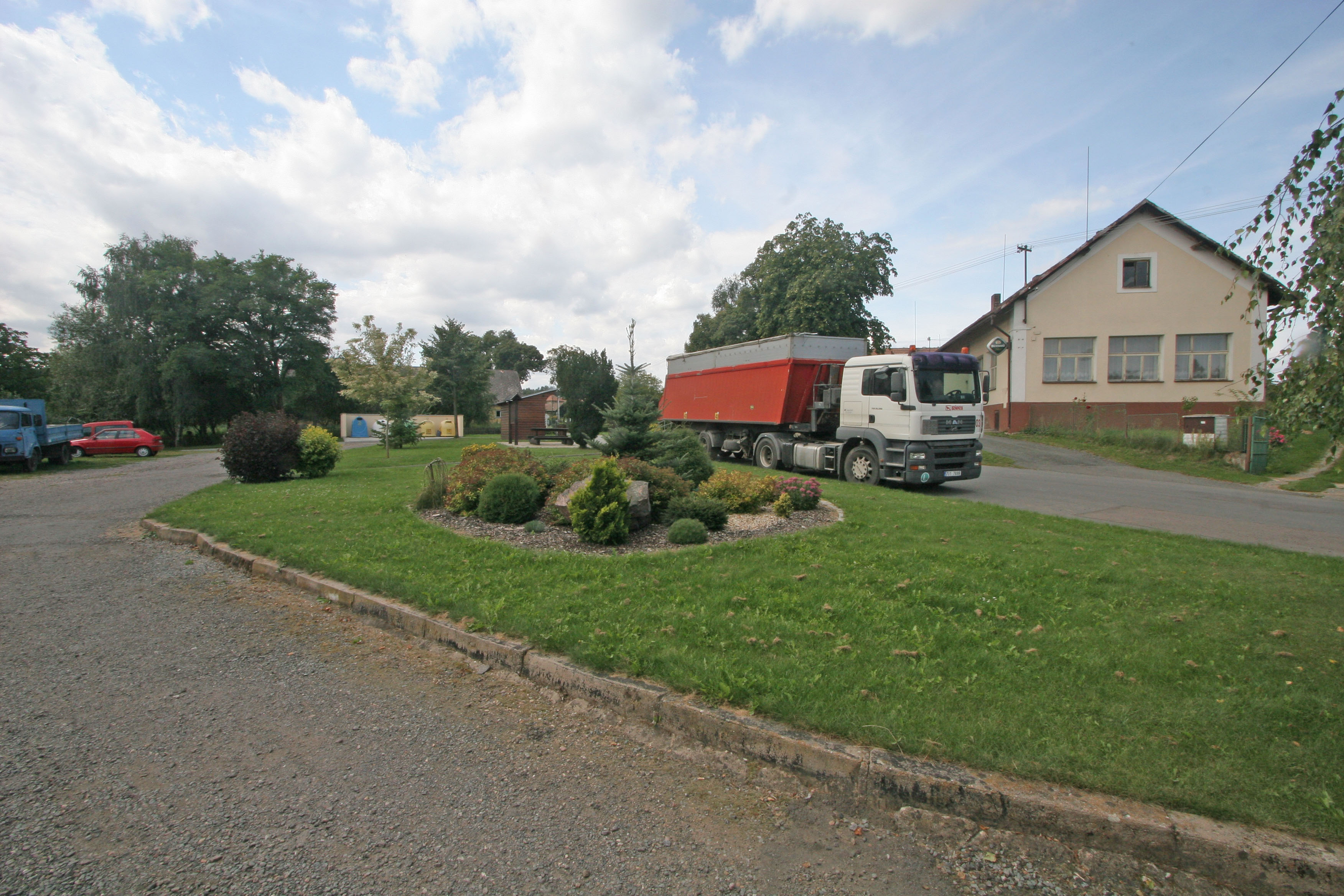
Centre du hameau de Licomělice.

## Transports
Par la route, Načešice se trouve à 3 km de Heřmanův Městec, à 14 km de Chrudim, à 20 km de Pardubice et à 114 km de Prague. 